# Bootleg Series Volume 8
Bootleg Series Volume 8 è il decimo EP del gruppo musicale britannico Enter Shikari, pubblicato il 16 luglio 2018.

## Descrizione
È stato reso disponibile in sole 2 000 copie, allegato a Content, un photobook contenente foto tratte dal tour invernale europeo del 2017 del gruppo in supporto al loro quinto album The Spark, e parte del ricavato delle vendite è stato devoluto in beneficenza.
Il disco contiene una sola traccia, ovvero il medley che gli Enter Shikari incominciarono a suonare dal vivo durante il loro tour mondiale In Celebration of The Spark, consistente nell'esecuzione di quasi tutta (ultimo ritornello e outro esclusi) di Sorry You're Not a Winner (da Take to the Skies), le prime parti dell'Hamilton Remix di Sssnakepit e di ... Meltdown (entrambe da A Flash Flood of Colour) e l'ultima parte di Antwerpen (da Common Dreads) suonate una dopo l'altra con delle transazioni strumentali inedite di brano in brano. L'esibizione è stata registrata durante il concerto del gruppo a Newcastle del 19 novembre 2017.

## Tracce
Testi di Rou Reynolds, musiche degli Enter Shikari.
1. Quickfire Round (Live at Newcastle Arena) – 8:55

## Formazione
- Rou Reynolds – voce, tastiera
- Rory Clewlow – chitarra, voce secondaria
- Chris Batten – basso, voce secondaria
- Rob Rolfe – batteria, cori